# Popis registracijskih oznaka plovila u Rumunjskoj
Rumunjska ima sedam lučkih ispostava koje obuhvaćaju gradove koji se nalaze na obali Crnog mora.
Popis registracijskih oznaka lučkih ispostava:
| Lučka ispostava | Kratica |
| --------------- | ------- |
| Constanța       | CT      |
| Harsova         | HR      |
| Mangalia        | MG      |
| Mamaia          | MM      |
| Sulina          | SL      |
| Tulcea          | TL      |
| Tomis           | TO      |